# Дегтярёва, Ирина Владимировна
Ирина Владимировна Дегтярёва (род. 1979, Бразилия) — российская писательница, публицист, журналист, редактор. Член Союза писателей России. Лауреат премии имени Александра Грина (2020), лауреат первой премии "Щит и перо" (2005), лауреат второй премии ФСБ России (2015).

## Биография
Родилась в Бразилии в 1979 году. После завершения обучения в школе, окончила Литературный институт им. А. М. Горького. На протяжении длительного времени работала специальным корреспондентом в журнале «Жеглов, Шарапов и К», затем обозревателем в журнале «На боевом посту». Именно в это время совершила множество поездок в воинские части, отряды ОМОНа, СОБРа, спецназа внутренних войск «Витязь» и «Русь». Позже была назначена на должность литературного редактора журнала «Воин России».
Является автором более десяти книг, многие из которых посвящены службе во внутренних войскам России. На китайский язык была переведена её книга «Повседневная жизнь российского спецназа».
Член Союза писателей России с 1998 года. Член Союза журналистов Москвы с 2002 года.
Дегтярёва дважды принимала участие в Международном конкурсе имени Сергея Михалкова: за сборник рассказов «Цветущий репейник», в 2010 году была отмечена третьей премией, а в 2014 году за повесть "Степной ветер" стала победителем конкурса. В 2005 году была удостоена первой премии «Щит и перо» за очерк «Научиться дышать». В 2015 году за роман «Под наживкой скрывается крючок» стала обладательницей второй премии ФСБ России. В 2020 году стала лауреатом литературной Премии имени Александра Грина.
Её публицистические работы и литературные труды печатаются во многих изданиях России и Ближнего Зарубежья. Её произведения печатались в белорусском журнале «Неман», «Литературном Азербайджане». 
Проживает в Москве.

## Награды и премии
Премии:
- 2005 - удостоена первой премии «Щит и перо» за очерк «Научиться дышать»,
- 2010 - за сборник рассказов «Цветущий репейник» была отмечена третьей премией Международного конкурса имени Сергея Михалкова,
- 2014 - за повесть "Степной ветер" стала победителе Международного конкурса имени Сергея Михалкова,
- 2015 - за роман «Под наживкой скрывается крючок» стала обладательницей второй премии ФСБ России,
- 2020 - лауреат литературной Премим имени Александра Грина.

Знаки отличия и награды::
- благодарность министра внутренних дел и главкома внутренних войск МВД,
- знакам «За отличие в службе внутренних войск МВД РФ» II степени,
- знак «200 лет МВД»,
- знак «За содействие МВД».